# Deguelin
Deguelin es un derivado de la rotenona con la fórmula química C23H22O6. Ambos son compuestos clasificados como rotenoides de la familia de los flavonoides y son insecticidas naturales. Ellos pueden ser producidos por extracción a partir de varias especies de plantas pertenecientes a tres géneros de la Fabaceae o familia de las leguminosas, Lonchocarpus, Derris, o Tephrosia. 
El extracto de raíz de Cube ( Lonchocarpus utilis ) y del barbasco ( Lonchocarpus urucu ), se utiliza como un insecticida comercial y piscicida (veneno para peces). Los principales ingredientes activos son la rotenona y deguelin. Aunque "orgánico" (producido por la naturaleza) la resina cubé ya no es considerado segura para el medio ambiente.

## Deguelin y la actividad contra el cáncer
Deguelin muestra actividad anti-cancerosa al inhibir el crecimiento de células pre-cancerosas y cancerosas, particularmente para el cáncer de pulmón. Hasta ahora, el compuesto no ha mostrado efectos tóxicos sobre las células normales. Sin embargo, se cree que altas dosis de deguelin pueden causar efectos negativos en el corazón, los pulmones y los nervios. Los mecanismos moleculares que incluyen la inducción de la apoptosis, mediadas a través de vías de señalización AKT / PKB en células malignas y premalignas del epitelio bronquial humano(HBE), con sólo efectos mínimos sobre las células normales del HBE. Deguelin inhibe por tanto la AKT quinasa fosfoinositol-3-fosfato (PI3K)-dependiente y vías PI3K-independiente.

## Deguelin y la enfermedad de Parkinson
Las investigaciones han demostrado una correlación entre deguelin intravenoso y la enfermedad de Parkinson en ratas. El estudio no sugiere que la exposición deguelin es responsable de la enfermedad de Parkinson en los seres humanos, pero es consistente con la creencia de que la exposición crónica a las toxinas ambientales pueden aumentar la probabilidad de la enfermedad.